# Girton College
El Girton College es uno de los 31 colegios universitarios de la Universidad de Cambridge en Cambridge, Reino Unido. Fundado el 16 de octubre de 1869 por Emily Davies, Barbara Bodichon y Lady Stanley de Alderley, fue el primer college femenino de Inglaterra y desde entonces ha sido modelo de igualdad e inclusión. Consiguió el estatus completo de college en 1948, señalando el momento en que las mujeres fueron admitidas oficialmente en la universidad . A partir de 1976 con la admisión de estudiantes masculinos fue también el primer college femenino de la universidad en convertirse en mixto.
Aunque la sede principal del college se encuentra a 2,5 millas al noroeste del centro de la ciudad, hay un anexo residencial, el Wolfson Court, que se encuentra al lado del Instituto para las Ciencias Matemáticas Isaac Newton, en los barrios orientales, pero a un corto paseo de la Biblioteca de la Universidad y el centro de la ciudad.
Los estudiantes del Girton son conocidos por su canto que dice «¡Somos del Girton – del súper Girton! ¡No hay otros como nosotros. Pero no nos importa!». La referencia a «no hay otros como nosotros» está relacionada con la relativa distancia del Girton al centro en comparación con los demás colleges de Cambridge. Hay múltiples anécdotas sobre la distancia del Girton como la que dice que, hay más estudiantes de Cambridge que han visitado Delhi que el Girton.
El colegio hermano en Oxford es Somerville College.

## Historia
El college fue establecido el 16 de octubre de 1869 por Emily Davies y Barbara Bodichon como el primer college residencial para mujeres de Inglaterra.
Se le llamó College para mujeres, y se encontraba en Benslow House, en Hitchin, un pueblo en el condado de Hertfordshire, Inglaterra. El primer grupo de estudiantes fue conocido como las Pioneras. En 1872 se adquirió la sede actual, localizada a 2,5 millas al noroeste de Cambridge en el pueblo de Girton; entonces se cambió al nombre al college por el de Girton College, y abrió en su nuevo emplazamiento en octubre de 1873.
En 1921 se designó un comité encargado de redactar la Carta del College. Para el verano de 1923, bajo la dirección del Director del Emmanuel College, Cambridge el comité concluyó su misión, y el 21 de agosto de 1924 el Rey concedió la Carta a «las señoras y gobernadoras del Girton College» como cuerpo corporativo. Habiendo recibido la Carta, el college solicitó un escudo de armas que derivaría de las armas de sus fundadoras y benefactoras: Mr H. R. Tomkinson, Madame Bodichon (nacida Leigh Smith), Henriette Maria, Lady Stanley de Alderley (hija del 13.º Vizconde de Dillon), - y Miss Emily Davies que no tenía armas y por lo tanto estaría representada por los colores de Galés, el sinople y el argén. El Reverendo E. E. Dorling presentó una gran variedad de diseños al consejo, aunque la tarea no era fácil. «Gran cantidad de elaborados cargos y muchos colores se tienen que abandonar. Los fabulosos pájaros de la señora Tomkinson y el león de Lady Stanley se tienen que quitar con pesar, y un diseño mayoritariamente con los colores verde y plata habría dado mucha importancia a Miss Davies».
Las armas son simples tanto en forma como color, y representan a las cuatro mayores benefactoras. Se debe tener en cuenta, que en esta etapa el Girton no era todavía un college, y sus miembros tampoco eran miembros de las Universidad. Las mujeres en Cambridge tuvieron que esperar hasta otra guerra; fue el 8 de diciembre de 1947 cuando el cambio más esperado llegó, y «el Girton y Newnham no serían reconocidos durante más tiempo como "altas instituciones educativas" son como colleges de la universidad». Como vestimenta académica, se adoptaron las togas pero con algún cambio y capa. Esta ropa se observó por primera vez en el primer graduado femenino que se entregaba a una mujer, un Doctorado en leyes a la Reina, el 21 de octubre de 1948.
El 27 de abril de 1948, se otorgó a las mujeres el privilegio de ser miembros de pleno derecho de la Universidad de Cambridge, y el Girton recibió estatus de college de la universidad. Sin embargo, para recordar la época en que a las mujeres no se les permitía obtener graduados de la Universidad de Cambridge, no se usan togas durante las fiestas universitarias, cuando los estudiantes celebran su último año.

## Para más información
- Stephen, Barbara (1933). Girton College 1869-1932. Cambridge: Cambridge University Press. p. 167. ISBN 9780511710315.